# Pradelles (Alta Loira)
Pradelles è un comune francese di 645 abitanti situato nel dipartimento dell'Alta Loira della regione dell'Alvernia-Rodano-Alpi.

## Società

### Evoluzione demografica
Abitanti censiti